# Alexander Courage
Alexander Mair Courage jr. (Philadelphia, 10 december 1919 – Pacific Palisades, 15 mei 2008), ook bekend als Sandy Courage, was een Amerikaanse orkestrator, arrangeur en componist van muziek, voornamelijk voor televisie en film. Hij is vooral bekend als de componist van de Intromuziek voor de originele Star Trek-serie.

## Carrière
Courage studeerde aan de Eastman School of Music in Rochester, New York. Hij was van plan om compositie te gaan studeren en wisselde hij meerdere keren van hoofdvak. In 1941 studeerde Courage af aan Eastman met een graad in pianospel.
Naast Star Trek werkte Courage in de jaren zestig ook aan andere succesvolle televisieseries, zoals Voyage to the Bottom of the Sea en Lost in Space. Vanaf midden jaren tachtig werkte hij als arrangeur voor filmmuziek, onder andere voor Jerry Goldsmith en John Williams. Tijdens zijn carrière werd Courage genomineerd voor twee Oscars en won hij in 1988 ook een Emmy.
Courage kampte al enkele jaren met een afnemende gezondheid voordat hij op 15 mei 2008 overleed in het Sunrise verzorgingshuis in Pacific Palisades, Californië. Hij had vóór zijn dood een reeks beroertes gehad.

## Filmografie
| Jaar | Titel                            | Opmerkingen                                                                                   |
| ---- | -------------------------------- | --------------------------------------------------------------------------------------------- |
| 1950 | Pagan Love Song                  | met Adolph Deutsch, Roger Edens en Conrad Salinger                                            |
| 1952 | The Belle of New York            | met Adolph Deutsch en Conrad Salinger                                                         |
| 1953 | The Band Wagon                   | met Adolph Deutsch en Conrad Salinger                                                         |
| 1954 | Deep in My Heart                 | met Adolph Deutsch                                                                            |
| 1955 | Interrupted Melody               | met Adolph Deutsch                                                                            |
| 1956 | Hot Rod Girl                     |                                                                                               |
| 1956 | Shake, Rattle & Rock!            |                                                                                               |
| 1957 | Sierra Stranger                  |                                                                                               |
| 1957 | Hot Rod Rumble                   |                                                                                               |
| 1957 | Undersea Girl                    |                                                                                               |
| 1958 | Handle with Care                 |                                                                                               |
| 1958 | The Left Handed Gun              |                                                                                               |
| 1959 | Tokyo After Dark                 |                                                                                               |
| 1959 | Day of the Outlaw                |                                                                                               |
| 1959 | Say One for Me                   | met Earle Hagen, Leigh Harline, Arthur Morton en Lionel Newman                                |
| 1962 | Billy Rose's Jumbo               | met Leo Arnaud, Roger Edens, Robert Franklyn, Conrad Salinger, George Stoll en Robert Van Eps |
| 1963 | Follow the Boys                  | met Ron Goodwin                                                                               |
| 1964 | The Unsinkable Molly Brown       | met Meredith Willson, Leo Arnaud en Calvin Jackson                                            |
| 1964 | The Pleasure Seekers             | met Lionel Newman                                                                             |
| 1965 | Do Not Disturb                   | met Lionel Newman                                                                             |
| 1967 | Doctor Dolittle                  | Leslie Bricusse (muziek), Alexander Courage en Lionel Newman (bewerking)                      |
| 1987 | Superman IV: The Quest for Peace | John Williams (muziek), Alexander Courage (bewerking)                                         |

## Overige producties

### Televisiefilms
| Jaar | Titel                                 | Opmerkingen |
| ---- | ------------------------------------- | ----------- |
| 1980 | The Waltons: A Decade of the Waltons  |             |
| 1982 | A Wedding on Walton's Mountain        |             |
| 1982 | Mother's Day on Walton's Mountain     |             |
| 1982 | A Day for Thanks on Walton's Mountain |             |
| 1993 | A Walton Thanksgiving Reunion         |             |

### Televisieseries
| Jaar | Titel                           | Opmerkingen |
| ---- | ------------------------------- | ----------- |
| 1959 | Wagon Train                     | 1959-1960   |
| 1960 | National Velvet                 | 1960-1962   |
| 1961 | Father of the Bride             | 1961-1962   |
| 1962 | The Untouchables                | 1962-1963   |
| 1964 | Voyage to the Bottom of the Sea | 1964-1968   |
| 1964 | Daniel Boone                    | 1964-1970   |
| 1965 | The Loner                       | 1965-1966   |
| 1966 | Lost in Space                   | 1966-1968   |
| 1966 | Peyton Place                    | 1966-1968   |
| 1966 | Star Trek                       | 1966-1969   |
| 1967 | Judd for the Defense            | 1967-1969   |
| 1968 | Lancer                          | 1968-1969   |
| 1968 | Land of the Giants              | 1968-1969   |
| 1970 | Medical Center                  | 1970-1973   |
| 1971 | Bearcats!                       |             |
| 1972 | Lassie                          |             |
| 1972 | The Waltons                     | 1972-1981   |
| 1974 | Apple's Way                     |             |
| 1977 | Eight Is Enough                 |             |
| 1981 | Falcon Crest                    | 1981-1982   |
| 1983 | Boone                           |             |

## Prijzen en nominaties

### Academy Awards (Oscars)
| Jaar | Titel                | Categorie             | Uitslag     |
| ---- | -------------------- | --------------------- | ----------- |
| 1966 | The Pleasure Seekers | Beste muziek, bewerkt | Genomineerd |
| 1968 | Doctor Dolittle      | Beste muziek, bewerkt | Genomineerd |

### Emmy Awards
| Jaar | Titel                                 | Categorie | Uitslag     |
| ---- | ------------------------------------- | --- | ----------- |
| 1973 | Medical Center                        | Uitstekende prestatie in muziekcompositie - voor een serie of een enkel programma van een serie (alleen voor het eerste jaar van gebruik van muziek), voor aflevering "Cycle of Peril" | Genomineerd |
| 1987 | Liberty Weekend                       | Uitstekende prestatie in muzikale leiding, voor de openingsceremonie | Genomineerd |
| 1988 | Julie Andrews: The Sound of Christmas | Uitstekende prestatie in muzikale leiding | Gewonnen    |